# Картуково
Картуково (мар. Картук) — село в Горномарийском районе Марий Эл Российской Федерации. Входит в состав Еласовского сельского поселения.
Численность населения — 102 чел. (2014 год).

## Этимология
Название происходит от марийского слова картук — «картофель».

## География
Располагается в 6 км от административного центра сельского поселения — села Еласы, на правом берегу реки Малая Юнга.

## История
В XIX — начале XX веков поселение относилось в разные годы к Больше-Юнгинской, Козьмодемьянской и Кулаковской волостям Козьмодемьянского уезда. В 1921—1931 годах являлось центром Картуковского района Козьмодемьянского кантона Марийской автономной области, в 1926—1954 годах — центром Картуковского сельсовета. В 1936—1959 годах село относилось к ныне упразднённому Еласовскому району. В 1954—1981 годах село находилось в составе Еласовского сельсовета, в 1981—1989 годах — Усолинского сельсовета, с 1989 года — Картуковского сельсовета Горномарийского района. В 2009 году Картуковское сельское поселение было упразднено, населённые пункты, включая Картуково, вошли в состав Еласовского сельского поселения.
В списках населённых мест Казанской губернии 1859 года упоминается под официальным названием околодок Картуков из деревни Черта́кова (Чалы́мкина).
В 1880 году была построена двухпрестольная деревянная церковь с приделами во имя Георгия Победоносца и Архистратига Михаила. В 1939 году по распоряжению советских властей церковь была закрыта и разорена, в 1974 году — разобрана.

## Население
| 1859 | 2002 | 2010 | 2013 | 2014 |
| ---- | ---- | ---- | ---- | ---- |
| 68   | ↗115 | ↘107 | ↘99  | ↗102 |

## Известные уроженцы
Артюшов Анатолий Андрианович (1932—2019) — советский юрист, судья. Заместитель председателя Верховного суда Марийской АССР / Марий Эл (1971—1994). Участник I―II Всероссийских съездов судей (1991, 1993), член Совета судей Российской Федерации. Заслуженный юрист РСФСР (1991), заслуженный юрист Марийской АССР (1985). 